# Hitobia yasunosukei
Hitobia yasunosukei är en spindelart som beskrevs av Takahide Kamura 1992. Hitobia yasunosukei ingår i släktet Hitobia och familjen plattbuksspindlar. Inga underarter finns listade i Catalogue of Life.